# Ульт-Ягун
Ульт-Ягу́н (рос. Ульт-Ягун) — селище у складі Сургутського району Ханти-Мансійського автономного округу Тюменської області, Росія. Адміністративний центр Ульт-Ягунського сільського поселення.
Населення — 2064 особи (2010, 2164 у 2002).
Національний склад станом на 2002 рік: росіяни — 63 %.